# (5904) Württemberg
(5904) Württemberg ist ein Asteroid des Hauptgürtels, welcher am 10. Januar 1989 vom deutschen Astronomin Freimut Börngen an der Thüringer Landessternwarte Tautenburg (IAU-Code 033) in Thüringen entdeckt wurde.
Der Asteroid wurde nach Württemberg, einem seit dem Hochmittelalter bestehenden Teilstaat des Heiligen Römischen Reichs deutscher Nation, des Rheinbundes, des Deutschen Bundes und des Deutschen Reiches, der 1952 im neu gebildeten Bundesland Baden-Württemberg aufging, benannt.